# Monica Vanali
Monica Vanali (Padova, 9 marzo 1968) è una giornalista, conduttrice televisiva ed ex pallavolista italiana.

## Biografia
Ex giocatrice di pallavolo (arrivò fino alla serie C), iniziò la carriera giornalistica collaborando con la redazione padovana de Il Gazzettino, per poi occuparsi di calcio per network di rilevanza regionale come Teleuropa e Diffusione Europea. Nel 1989 si trasferisce a Milano, dove è inviata a Qui studio a voi stadio, programma di Telelombardia. Passata alla Fininvest e successivamente a Mediaset, la sua prima trasmissione tra le reti del biscione è L'appello del martedì del 1994, assieme a Maurizio Mosca.
Nel 2002 passa a Rete 4, dove conduce con altri giornalisti il programma Senza Rete; fa inoltre parte della redazione di Controcampo dal 1998. Nel 2005 è approdata a Canale 5 per la conduzione insieme a Paolo Bonolis della trasmissione sportiva Serie A - Il grande calcio e, a causa di ascolti scarsi, quest'ultimo abbandonò in maniera polemica il programma e, prima di venire sostituito da Enrico Mentana, la conduzione spettò a lei, che però poi dovette abbandonare e tornare a fare l’inviata.
Dal 1992 conduce il telegiornale sportivo di Italia 1 Studio Sport, diventato poi Sport Mediaset, fino all’agosto del 2018. Nel 1998 conduce Speciale Italia 1 Sport sui Mondiali in Francia. Negli stessi anni da inviata si occupa della Coppa dei Campioni in trasmissioni come Champions League e Pressing Champions League fino al 2013. Oltre ad essere uno dei volti di Sport Mediaset è spesso inviata a bordocampo durante le partite di Serie A. Dal 2014 è inviata della Nazionale Italiana di Calcio con la quale ha seguito da inviata l'Europeo in Francia nel 2016. È poi inviata in Russia per i Mondiali 2018 al seguito della Francia, poi campione del Mondo. Nel 2019 è inviata ai Mondiali femminili di calcio in Francia al seguito dell’Italia di Milena Bertolini. Nel 2021, in occasione di Euro2020, segue la Nazionale Italiana di Roberto Mancini, poi campione d'Europa.
Nel dicembre del 2007 le viene assegnato il premio giornalistico radiotelevisivo "Paolo Valenti".